# Pidhirne, Rojîșce
Pidhirne (în ucraineană Підгірне) este un sat în comuna Berezolukî din raionul Rojîșce, regiunea Volînia, Ucraina.

## Demografie
Componența lingvistică a localității Pidhirne
     Ucraineană (99,68%)
     Alte limbi (0,32%)
Conform recensământului din 2001, majoritatea populației localității Pidhirne era vorbitoare de ucraineană (99,68%), existând în minoritate și vorbitori de alte limbi.